# Tor Marancia
Tor Marancia è la zona urbanistica 11E del Municipio Roma VIII di Roma Capitale. Si estende sul quartiere Q. XX Ardeatino.

## Storia
Il nome di Tor Marancia deriva probabilmente dalla deformazione medievale di Amaranthus, nome di un liberto che prese in gestione la tenuta agricola e la villa della famiglia Numisia Procula nel II secolo d.C. I resti di tale villa dovevano sorgere nei pressi di via Giulio Aristide Sartorio, purtroppo oggi non più visibili. 
Un atto di vendita, tramandato da tradizione manoscritta, riporta la trascrizione di un'epigrafe latina CIL VI 10233 in cui sono menzionati i praedia Amarantiana, nome prediale derivato quasi sicuramente da Amaranthus, i cui praedia (poderi) erano appartenuti prima di passare a nuova proprietà. Si potrebbe anche pensare che data la vicinanza del piccolo fiume Almone, detto anche "Marrana" dell'Acquataccia, si sia generato "Marancia", da una distorsione di "Marana Accia'".
La torre originale, torre Marancia, è andata distrutta tra la fine del XVI e la metà del XVII secolo, nella mappa del Catasto Alessandrino del 1660 già non è più presente. Si trovava su via delle Sette Chiese nell'attuale proprietà degli Horti Flaviani, cioè appartenente alla famiglia imperiale dei Flavi, nei pressi delle Catacombe di Santa Domitilla.
Quella attuale, presente su viale di Tor Marancia, è stata chiamata sino al XVIII secolo torre di San Tommaso e solo successivamente ha assunto la denominazione dell'omonimo viale. Costruita nel XIII secolo, in blocchetti di tufo, alta circa 15 metri per 6 metri di lato, conserva ancora i resti della merlatura originaria. Ebbe inizialmente lo scopo di torre semaforica per l'avvistamento dei pirati saraceni che venivano dal mare, successivamente, con l'inasprimento delle lotte baronali ebbe anche uno scopo militare per la difesa del territorio.
Le antiche mappe permettono di ubicare altre torri, oggi distrutte, presenti nella tenuta tra cui: la torre di Santa Maria nei pressi dell'odierno palazzo della Regione Lazio, demolita nel 1941 per far spazio alla via Cristoforo Colombo; la torre Fonte de Papa una piccola struttura con a fianco una sorgente di acqua potabile, fu demolita alla fine degli anni '50 del XX secolo per lasciar spazio ai nuovi edifici e la sorgente venne interrata, sorgeva all'incrocio tra Via G. A. Sartorio e Via dell'Annunziatella; e infine la torre delle Vigne che sorgeva nei pressi di piazza F. M. Lante.
La tenuta di Tor Marancia, con una superficie di circa 253 ettari, confinava con la limitrofa tenuta di Grottaperfetta e con le strade di San Paolo, del Divino Amore e dell'Annunziatella. Due fiumi, oggi canalizzati e coperti, attraversavano la zona: a nord l'Almone e a sud il fosso di Grottaperfetta.
Nel XV secolo la Tenuta era conosciuta anche come casale delle Peschiere. Vi si succedettero varie nobili famiglie: i Porcari, i Leni, i Tebaldi e i Bottoni.
Dal 1481 al 1797 appartenne all'Ospedale del SS. Salvatore al Sancta Sanctorum; successivamente la proprietà passò al duca Luigi Braschi Onesti nipote di papa Pio VI, poi al Conte Domenico Lavaggi.

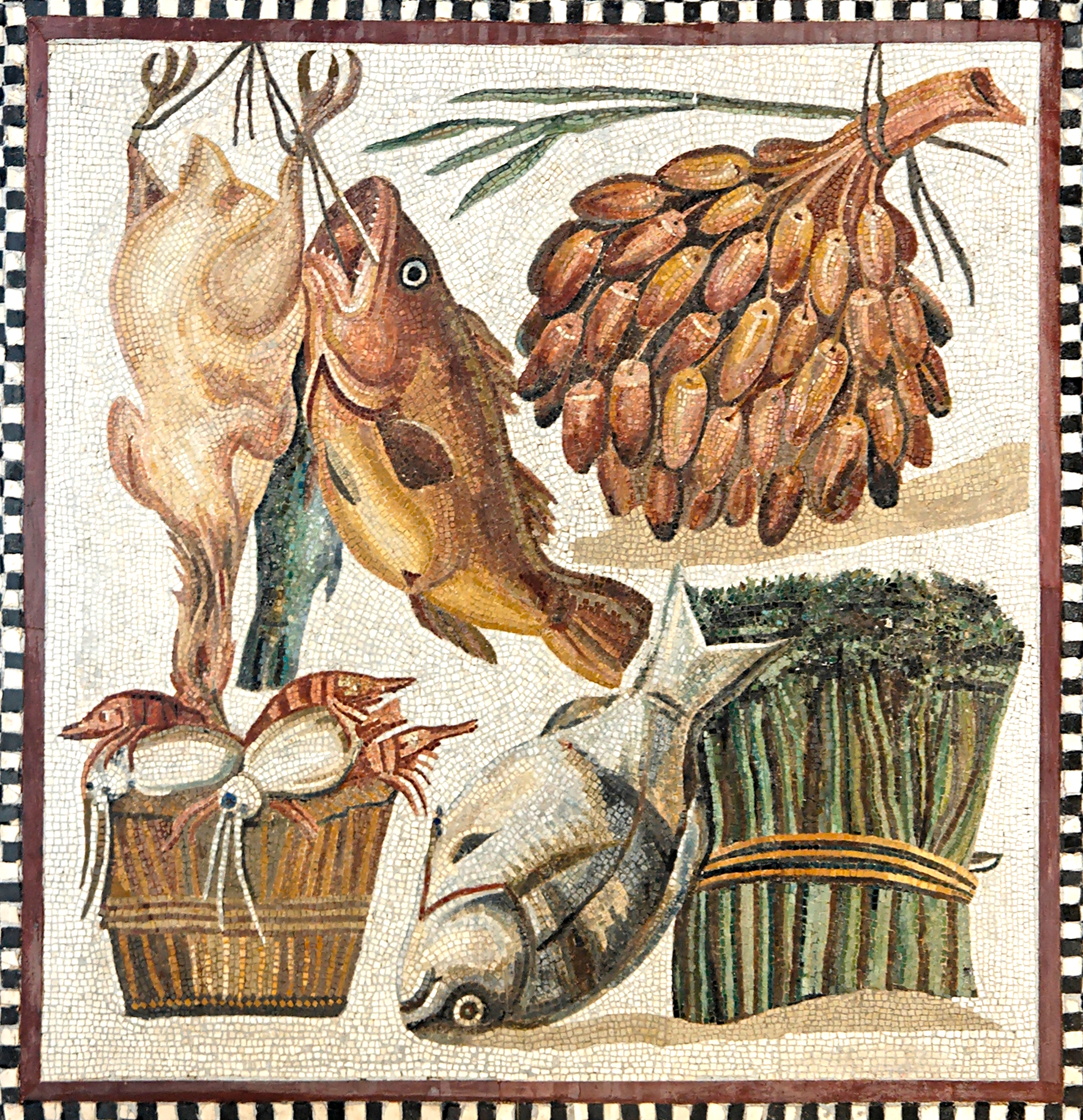
Mosaico proveniente dalla Villa dei Numisi, rinvenuto negli scavi di L.Biondi 1817-1823, esposto nella Galleria dei Candelabri presso i Musei Vaticani

Dal 1816 al 1824 la tenuta appartenne a Maria Anna di Savoia duchessa di Chiablese, figlia del re di Sardegna Vittorio Amedeo III di Savoia, che oltre a sfruttare le cave di pozzolana presenti nell'area, intraprese nel 1817 con l'archeologo Luigi Biondi una campagna di scavi da cui emersero i resti di due antiche ville romane: di Munatia Procula e di Numisia Procula. I pregiati ornamenti ritrovati (mosaici, statue ed epigrafi antiche) andarono a nobilitare le residenze aristocratiche savoiarde dell’epoca. I reperti sono oggi in parte esposti nella Galleria dei Candelabri presso i Musei Vaticani e a Palazzo Guglielmi Chiablese in piazza dell'Enciclopedia Italiana 50 (già piazza Paganica) a Roma.
Nei primi anni '30 del XX secolo, i cittadini espulsi dai rioni centrali di Roma, a seguito dei primi sventramenti fascisti per "bonificare" il centro dalle manifestazioni più visibili di disagio sociale, assieme agli emigrati provenienti dall'Italia meridionale e alle famiglie messe sul lastrico dalla liberalizzazione degli affitti, si costituì la borgata governatoriale di Tor Marancia (conosciuta anche come Tormarancio). I lavori terminarono nel maggio del 1933 e furono affidati alla ditta "F.lli Giovannetti" già specializzata in questo genere di appalti. La borgata era formata da un assembramento di baracche, casette in muratura o in legname e sorgeva in un'area prevalentemente paludosa e insalubre (la tubercolosi era molto diffusa). Le case avevano i pavimenti in terra battuta, senza acqua, i servizi igienici erano in comune e spesso guasti, erano inesistenti inizialmente: le scuole, i trasporti pubblici e il pronto soccorso.
Nelle vicinanze vi era l'Istituto Romano San Michele, costruito nel 1932 e il comprensorio delle Sette Chiese: una casa di riposo per anziani e un agglomerato di "casa rapide".
A causa dei periodici allagamenti, per l'infelice collocazione in una zona infossata, la piccola borgata assunse il nomignolo di "Shanghai".
«Ebbene, io vivo a Tormarancio, con mia moglie e sei figli, in una stanza che è tutta una distesa di materassi, e quando piove, l'acqua ci va e viene come sulle banchine di Ripetta», lamentava il protagonista di uno dei racconti romani di Alberto Moravia (Il Pupo, 1954).
La costruzione delle attuali case popolari iniziò nel 1947 per l'intercessione dei due senatori del PCI: Edoardo D'Onofrio e Emilio Sereni, ma ebbe maggior incentivo dopo la  Legge Ina-Casa, istituita nel 1949  a seguito del piano Amintore Fanfani, conclusasi nel 1960.

## Architetture religiose
- Chiesa di Nostra Signora di Lourdes a Tor Marancia, su via Andrea Mantegna.

## Murales a Tor Marancia

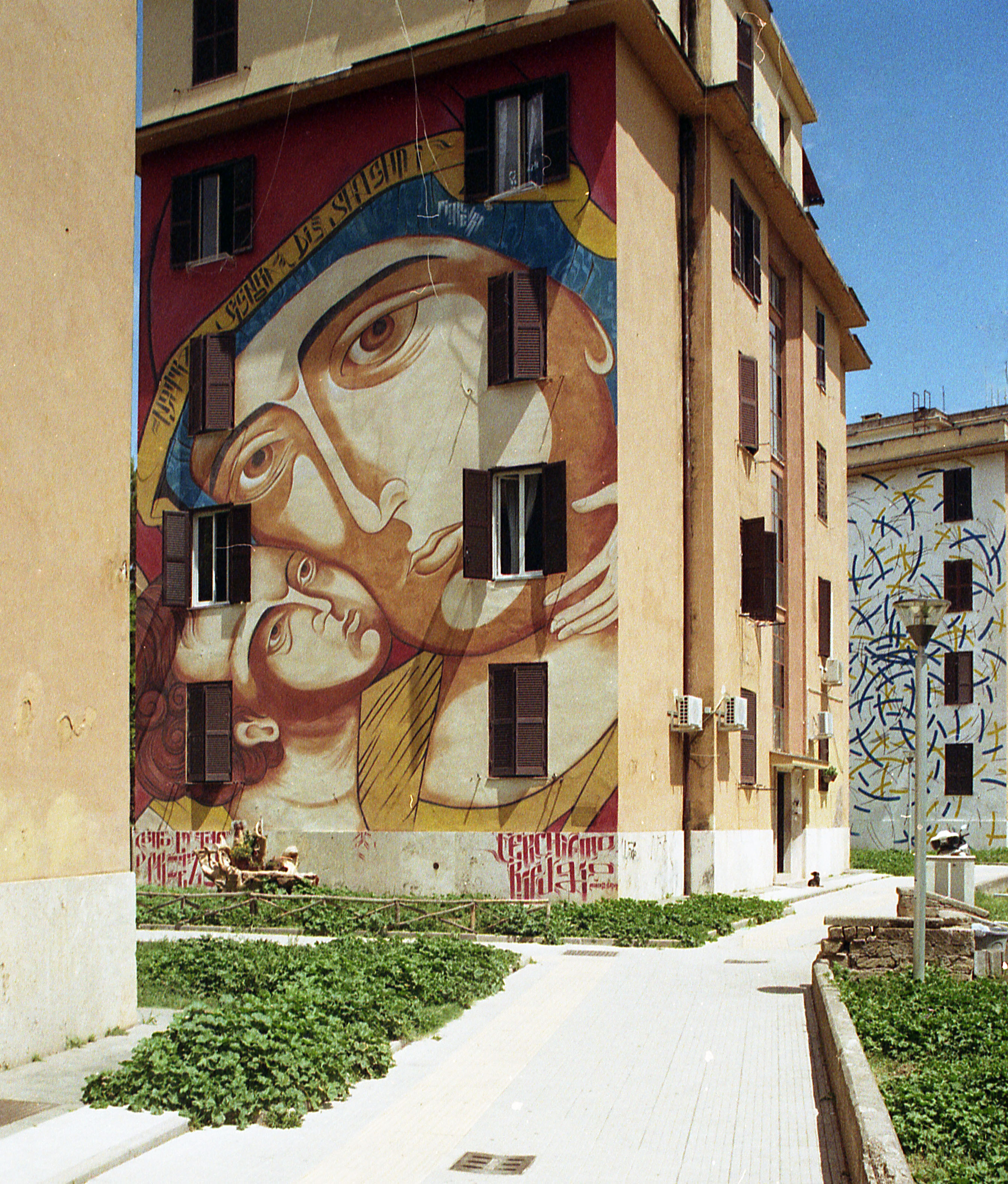
Murale Nostra signora di Shanghai, di Mr. Klevra.

Dal 2015 in viale di Tor Marancia un gruppo di artisti internazionali, specializzati nelle decorazioni murali, ha realizzato sulla facciata di ciascuna palazzina una serie di murales di varia tematica e diversi stili dando vita al Museo condominiale di Tor Marancia.

## Sport
Il quartiere ha una squadra di calcio a 11, il Tormarancio M.C., fondato nel 2002 e conquista la sua prima promozione in seconda categoria vincendo la "coppa provincia di Roma" nel 2005, alcuni degli artefici di quell'impresa sono Vigliotti, D'Agostino, Giancaterini, Gherzevic e come allenatore Pugnalini, si succederanno molte stagioni in seconda categoria fino alla promozione in prima categoria con l'allenatore Paterniani, sarà poi Bussone a portare il Tormarancio in promozione e a mantenere la categoria fino al 2014/2015, a quel punto la vecchia presidenza composta da Cavalli, Sacco e Menotti lasciano spazio a Cirulli, le nuove scelte fanno in modo che la squadra arrivi ultima nel girone. Ad agosto 2015 il Tormarancia M.C. lascia la matricola ed il posto in Prima Categoria al neonato Play Eur, ricominciando l'attività agonistica dalla Terza Categoria con la presidenza di Cavalli, già ex presidente. Il rinato club passa dopo solo una stagione in Seconda categoria, sfiorando l'impresa di vincere la finale provinciale di terza categoria. La stagione successiva vede il club trionfare in Seconda Categoria arrivando primi in classifica e guadagnando la Prima Categoria dopo appena due anni dalla rifondazione.
A settembre 2014 viene fondata anche, da quattro soci del quartiere, il Tormarancia M.VIII, iscritto alla serie B della Lega Calcio a 8. A settembre del 2015 la stessa Lega Calcio a 8 ratifica l'ammissione in serie A2 nazionale per il club del quartiere. Alla fine della stagione 15-16, il club del presidente Caterini Fabio sfiora l'ingresso ai playoff per l'accesso alla serie A nazionale, piazzandosi al quarto posto della regular-season, guadagnando l'iscrizione alla serie cadetta anche per la stagione futura. All'alba della stagione 16-17 il sodalizio cambia nome diventando Tormarancia C8 P&R, con il suffisso del nome societario legato allo sponsor "Pulcinella & Rugantino". Dopo aver concluso la stagione regolare al secondo posto, il team amaranto ha battuto ed eliminato nei play-off in serie: la S.S. Lazio Calcio a 8, Tony Ponzi Inv. V.L., Steaua 2005 ed in finale l'Atletico Winspeare, club con sede nell'isola di Ponza, col risultato di 1-0, diventando di fatto la regina del torneo di A2, guadagnando a pieno titolo anche l'accesso in Serie A nazionale.
Nell'ottobre 2019 viene fondata la Rosarossashangai, la squadra viene iscritta alla serie A2 nella Lega Calcio a 8.